# Gabriela Andrada Corujo
Gabriela Andrada Corujo   (Madrid, 5 de maig de 1999) és una model i actriu de cinema i sèries de televisió espanyola. Coneguda principalment pel seu paper de Judith Flores a la pel·lícula Pídeme lo que quieras (2024), adaptació de la novel·la homònima de Megan Maxwell, i pel paper de Sofia Zavala a la pel·lícula Culpa teva (2024).

## Trajectòria
Nascuda a Madrid el 1999, és filla de la presentadora de televisió Minerva Piquero i de l'economista Juan Mario Andrada, i té un germà menor: Lucas.
Andrada sempre es va voler dedicar a la interpretació. Va fer el batxillerat d'arts mentre el compaginava amb classes particulars per a guanyar-se la vida. Va completar la seva formació amb el grau en Cinematografia i Arts Audiovisuals a l'Escola Universitària d'Arts TAI amb menció especial en guió.